# ميرثيديس بيريس
ميرثيديس بيريس مينغيت (بالإسبانية: Mercedes Peris Minguet، ولدت في 5 يناير 1985، بلنسية، إسبانيا) سبّاحة إسبانية.
حصلت على الميدالية الذهبية في بطولة أوروبا للسباحة عام 2012.

## إنجازاتها

### بطولة العالم للسباحة بالأحواض القصيرة (25 متر)
- 2010 دبي  الإمارات العربية المتحدة:  ميدالية برونزية سباق 50 متر ظهر.

### بطولة أوروبا للسباحة
- 2010 بودابست  المجر:  ميدالية برونزية في سباق 50 متر ظهر.
- 2012 ديبرسين  المجر:  ميدالية ذهبية في سباق 50 متر ظهر.

## روابط خارجية
- ميرثيديس بيريس على موقع الاتحاد الدولي للسباحة (الإنجليزية)
- ميرثيديس بيريس على موقع SwimRankings.net (الإنجليزية)
- ميرثيديس بيريس على موقع اللجنة الأولمبية الدولية (الإنجليزية)
- ميرثيديس بيريس على موقع أوليمبيديا (الإنجليزية)
- ميرثيديس بيريس على موقع اللجنة الأولمبية الإسبانية (الإسبانية)